# Hystrichonychus orcuttii
Hystrichonychus orcuttii är en spindeldjursart som beskrevs av Baker och James P. Tuttle 1994. Hystrichonychus orcuttii ingår i släktet Hystrichonychus och familjen Tetranychidae. Inga underarter finns listade i Catalogue of Life.